# Constance Jeans
Constance Mabel Jeans, née le 23 août 1899 à Nottingham et morte en avril 1994 à Falmouth, est une nageuse britannique.

## Carrière
Constance Jeans est médaillée d'argent du relais 4x100 mètres nage libre aux Jeux olympiques d'été de 1920 à Anvers et aux Jeux olympiques d'été de 1924 à Paris.